# Pietro di Miso
Pietro di Miso (zm. 17 września 1174) – włoski kardynał.
Pochodził z Rzymu i był spokrewniony z arystokratyczną rodziną Capocci. Nominację uzyskał od papieża Hadriana IV w marcu 1158. Między 24 kwietnia 1158 a 3 sierpnia 1165 podpisywał bulle papieskie jako diakon Sant'Eustachio, a pomiędzy 11 października 1166 a 17 lipca 1174 jako prezbiter San Lorenzo in Damaso. W czasie podwójnej papieskiej elekcji w 1159 stanął po stronie prawnie obranego papieża Aleksandra III. W latach 1159–68 trzykrotnie służył jako legat Aleksandra III na Węgrzech, uzyskując poparcie dla niego ze strony tamtejszego kościoła i monarchii. W 1164 był także legatem na Sardynii w celu przeciągnięcia na stronę Aleksandra III tamtejszych wspólnot kamedulskich, popierających procesarskich antypapieży.